# Bert Klunder
Bert Klunder (Grootschermer, 16 augustus 1956 – Alkmaar, 14 juni 2006) was een Nederlands cabaretier, regisseur en columnist.

## Biografie
Klunder volgde in eerste instantie de Pedagogische Academie; later studeerde hij op de Theaterschool in Amsterdam aan de opleiding voor (toen nog) regisseur en dramadocent.
Klunder won in 1984, als de helft van het duo Klunder&Co (met Cor van Diemen), zowel de jury- als de publieksprijs op het Camerettenfestival in Delft. In dit duo maakte hij vervolgens twee cabaretprogramma's: De ware Jacob in 1986 en Nooit meer liften in 1987. In 1988 maakte hij Veenstra slaapt nog, in samenwerking met Marjolijn Touw. Daarna begon Klunder aan een carrière als solocabaretier.
Bekend bij het televisiepubliek werd Klunder door zijn bijdrage aan het televisieprogramma Mannen voor vrouwen, dat tussen 2003 en 2004 werd uitgezonden door de RVU. Klunder deed deze serie samen met Erik van Muiswinkel, Jeroen van Merwijk, Justus van Oel, Joep van Deudekom, Diederik van Vleuten, Beau van Erven Dorens en Hans Dorrestijn. In dit programma probeerden zij aan een publiek vol vrouwen duidelijk te maken hoe de man in elkaar steekt.
In 2004 schreef Klunder diverse sportcolumns voor het Noordhollands Dagblad en algemene columns voor het nieuwe tijdschrift Esta. Ook sprak hij diverse televisiecolumns in voor RTV Noord-Holland. Ten tijde van zijn overlijden werkte hij tevens aan zijn debuutroman: Een lijk kan heus wel even wachten.
In januari 2006 werd Klunder in de pauze van zijn programma getroffen door een hersenbloeding. Bij de daaropvolgende spoedoperatie werd een goedaardige cyste ontdekt en noodgedwongen werd besloten zijn complete tournee af te gelasten. Klunder kwam in maart 2006 het ziekenhuis (UMC) uit en begon met revalideren. De vooruitzichten waren goed en de verwachting was dat hij het volgende jaar zijn tournee zou hervatten.
Op 10 juni 2006 werd hij echter voor de tweede maal getroffen door een hersenbloeding, nadat hij een voorstelling van De Vliegende Panters in zijn woonplaats Alkmaar had bezocht. Zijn management maakte op 12 juni bekend dat hij in coma lag en dat zijn toestand zeer kritiek was. Twee dagen later overleed hij op 49-jarige leeftijd in een ziekenhuis in Alkmaar. Klunder woonde samen met Mylou Frencken en liet een dochter na.
In haar theaterprogramma Zó (2007-2009) nam Brigitte Kaandorp, die vaak met hem samenwerkte, het liedje 'Zeewind' op, dat ze voor hem schreef.

## Klunder als regisseur en docent
Sinds het theaterseizoen 1990/1991 werkte Klunder als regisseur van Brigitte Kaandorp. Hij zou al snel andere kleinkunstenaars als regisseur onder zijn hoede nemen: Jeroen van Merwijk, Angela Groothuizen, Vincent Bijlo, Patrick Stoof en Reinder van der Naalt.
Met Brigitte Kaandorp trad hij ook regelmatig op. In Brigitte Kaandorp - Chez Marcanti (1995) en in Miss Kaandorp (Brigitte, de musical) uit 1998 speelde hij de louche impresario Tony Onderwater. Voor deze voorstellingen nam hij ook de regie voor zijn rekening. In het theaterprogramma Lustrum, dat hij in 2003 met Kaandorp maakte, speelde hij de rol van rector Putman.
Van 1998 tot 2000 was Klunder artistiek leider van de Cabaret Academie in Rotterdam, een parttime praktijkgerichte kleinkunstopleiding aan jongeren, die hij persoonlijk had opgezet. Hier gaf hij les aan onder anderen cabaretière Katinka Polderman (winnares van het Leids Cabaret Festival 2005), acteur Erik van Welzen en acteur-regisseur Teunkie van der Sluijs.

## Klunders cabaret: de onderman neemt wraak
Klunder vervolmaakte het genre van de cabareteske monoloog: een avondvullende voorstelling waarin de cabaretier zoals een acteur de rol van een personage aanneemt, maar dat personage zonder het principe van de 'vierde wand' zijn verhaal rechtstreeks tot het publiek laat richten. Dit in tegenstelling tot de veel vaker voorkomende vorm van Nederlands cabaret waarin de cabaretier typetjes en monologen als (min of meer) 'zichzelf' en liedjes afwisselt. Hij introduceerde deze richting in zijn werk met de trilogie van voorstellingen rond het personage Henk Zwakjes: Visch en Fruit (1992), Varkens wassen (1994) en Vette Jus (1996).
Henk Zwakjes zou later het prototype blijken te zijn voor het soort personage dat Klunder in al zijn latere solovoorstellingen terugbracht: de verongelijkte burgerman die op uitzonderlijke wijze zijn gelijk probeert te halen. Zijn forse, vaak nors aandoende gestalte en zijn lage stem gaven hem daar de geschikte fysieke uitdrukkingsmogelijkheden voor. Zo sloot hij Vette Jus af met de slotzin "En nou oprotten!" tegen het publiek.
In De Doorwerkers (1998) speelde Klunder docent De Windt, een man die na twintig jaar lesgeven op de jaarlijkse feestavond van zijn middelbare school de microfoon neemt en zijn ongenoegen over zijn recente ontslag, de moderne tijd en de intriges binnen de school op een niet bepaald verfijnde, maar zeer komische manier openbaar maakt. Vergelijkbare personages keerden terug in De Pianostemmer (2000), De Aanklager (2002) en Zonder Omwegen (2004). De meeste van Klunders soloprogramma's werden geregisseerd door Jiskefet-lid Kees Prins.
De tournee van zijn laatste soloprogramma, Leuke dingen waar je overheen kijkt; wie en wat er allemaal deugt. Een vrolijke avond met Bert Klunder (2005) moest hij voortijdig afbreken, omdat hij in januari 2006 een hersenbloeding had gekregen in de pauze van een van de voorstellingen. Hij was herstellende toen hij aan de gevolgen van een tweede hersenbloeding op 14 juni 2006 overleed.